# Schlacht von Kelbadschar
Als Schlacht von Kelbadschar (aserbaidschanisch Kəlbəcər döyüşü; armenisch Քարվաճառիճակատամարտ) wird die Eroberung der aserbaidschanischen Stadt Kelbadschar durch armenische Einheiten während des Bergkarabachkrieges Anfang April 1993 bezeichnet.

## Hintergrund
Kelbadschar (aserbaidschanisch Kəlbəcər; armenisch Karwatschar) ist eine von mehreren Canyons und der hohen Bergkette des Murovdağ umgebene Stadt im äußersten Westen der zu Aserbaidschan zählenden Region Bergkarabach, die an Armenien grenzt. Aus strategischer Sicht war die Eroberung dieser Provinz für die armenischen Truppen von großer Relevanz, da hier – neben dem bereits im Mai 1992 eroberten Laçın – der zweite lebenswichtige Korridor zwischen Armenien und Bergkarabach verläuft.

## Die Sicherheitslage vor der Eroberung
Im außerhalb der administrativen Grenzen der ehemaligen Autonome Oblast Bergkarabach gelegenen Kelbadschar lebten im Vorfeld der armenischen Offensive etwa 60.000 Zivilisten, mehrheitlich Aserbaidschaner, sowie eine kleine kurdische Gemeinde. Mit Beginn des Jahres 1993 begann sich die Sicherheitslage rund um die Stadt dramatisch zu verschlechtern. Die Desorganisation der zersplittert aufgestellten aserbaidschanischen Militäreinheiten ging zu diesem Zeitpunkt mit zunehmender Umzingelung der Stadt durch armenische Truppen einher. Bereits im März 1993 war Kelbadschar aus drei Richtungen eingekesselt. Der einzige noch offene Fluchtweg für Zivilisten führte nach Norden über das mehr als 3000 Meter hohe Gebirge Murovdağ.

## Angriff und Besetzung

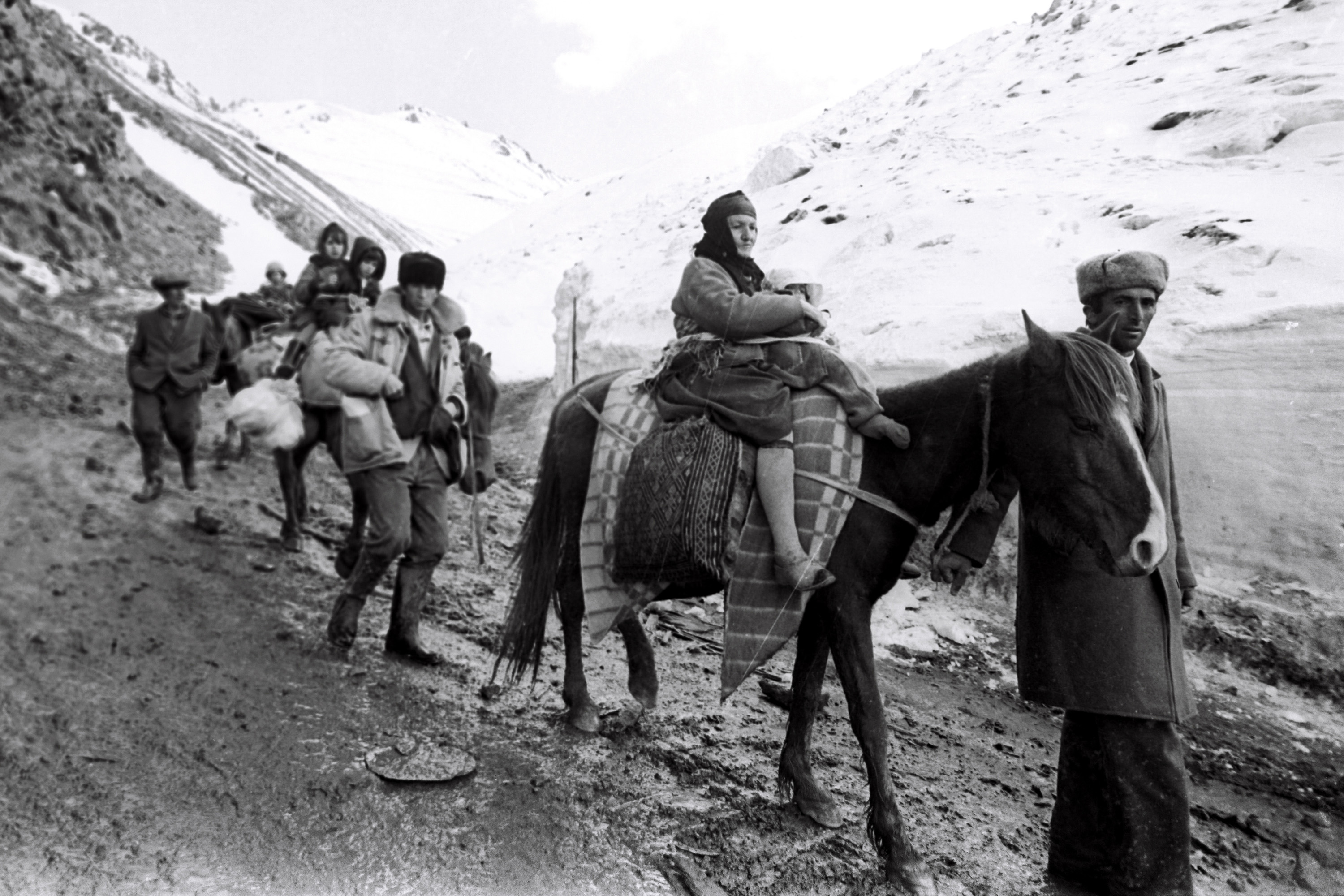
Vertriebene aserbaidschanische Flüchtlinge aus Kelbadschar

Ihre großangelegte Offensive starteten armenische Einheiten am 27. März 1993. Eine starke Rückendeckung bekamen sie während dieser Operation auch von den in Armenien stationierten Gebirgstruppen des 128. Regiments der 7. Russischen Armee. Die Stadt wurde drei Tage lang ununterbrochen mit schwerer Artillerie (unter anderem mit BM-21 Mehrfachraketenwerfersystemen) beschossen und am 3. April endgültig eingenommen. Die Bevölkerung musste in kurzer Zeit mit Transporthubschraubern evakuiert werden. Der Rest trat mit dem nötigsten Hab und Gut zu Fuß die Flucht über den verschneiten Ömər-Pass (Omar-Pass) im Norden an. Viele von ihnen erfroren unterwegs. Auf die Frage einer Journalistin nach der Vertreibung aserbaidschanischer Zivilisten aus ihren Heimatorten antwortete später Monte Melkonian, ehemaliges Mitglied der armenischen Untergrundorganisation ASALA und einer der Anführer der armenischen Einheiten in der Schlacht von Kelbadschar, das Zusammenleben von Armeniern mit Aserbaidschanern sei „mittel- und langfristig nicht möglich“.

## Folgen und Internationale Reaktion
Die Eroberung der Region Kelbadschar mit einer Gesamtfläche von mehr als 1900 km² löste eine große humanitäre Katastrophe in Aserbaidschan aus. Fast 39.000 vertriebene Zivilisten mussten in Flüchtlingslagern in Yevlax und Daşkəsən untergebracht werden. Vier aserbaidschanische Hubschrauber vom Typ Mil-Mi 8, die die Einwohner von Kelbadschar evakuieren wollten, stürzten ab bzw. wurden von armenischen Truppen abgeschossen.
In einem Bericht von Human Rights Watch aus dem Jahr 1994 wurden zahlreiche Kriegsverbrechen auf armenischer Seite während der Kelbadschar-Offensive dokumentiert. In einem dieser Fälle überfielen bewaffnete armenische Gruppen am 1. April 1993 mit automatischen Waffen und Granatwerfern einen Lastwagen mit 25 aserbaidschanischen Zivilisten, die auf der Flucht waren. Sie alle wurden entweder getötet oder als Geiseln genommen.
Die Besetzung von Kelbadschar und die Vertreibung zehntausender Menschen durch Armenien stießen in der internationalen Gemeinschaft auf heftige Kritik. Als Reaktion darauf stoppte die Türkei den Transport von humanitären Gütern über Armenien, brach diplomatische Beziehungen zu diesem Land ab und schloss die gemeinsame Staatsgrenze, die bis heute nicht wieder geöffnet wurde.
In ihrem an die armenische Regierung adressierten Schreiben verurteilte die US-Regierung das Vorgehen Armeniens scharf. Iran schlug sich ebenfalls auf die Seite Aserbaidschans und hob die Unzulässigkeit der Eskalation und der Besetzung fremder Territorien hervor.
Am 30. April 1993 verabschiedete der Sicherheitsrat der Vereinten Nationen die Resolution Nr. 822, in der einerseits Besorgnis über die wachsende Eskalation und die Verschärfung der humanitären Lage in der Region ausgedrückt, andererseits der sofortige und bedingungslose Rückzug armenischer Besatzungstruppen aus der Stadt Kelbadschar gefordert wird. Bis heute weigert sich Armenien, die Bestimmungen dieser Resolution umzusetzen.